# اوبردیباخ
اوبردیباخ (به آلمانی: Oberdiebach) یک شهر در آلمان است که در ماینتس-بینگن واقع شده‌است. اوبردیباخ ۸۸۲ نفر جمعیت دارد.